# NGC 1101
NGC 1101 est une galaxie lenticulaire située dans la constellation de la Baleine. NGC 1101 a été découverte par l'astronome français Édouard Stephan en 1876.

## Caractéristiques
Sa vitesse par rapport au fond diffus cosmologique est de 6 874 ± 16 km/s, ce qui correspond à une distance de Hubble de 101,4 ± 7,1 Mpc (∼331 millions d'al).
À ce jour, une mesure non basée sur le décalage vers le rouge (redshift) donne une distance d'environ 81,700 Mpc (∼266 millions d'al). Cette valeur est à l'extérieur des valeurs de la distance de Hubble. Notons que c'est avec la valeur moyenne des mesures indépendantes, lorsqu'elles existent, que la base de données NASA/IPAC calcule le diamètre d'une galaxie et qu'en conséquence le diamètre de NGC 1101 pourrait être d'environ 41,3 kpc (∼135 000 al) si on utilisait la distance de Hubble pour le calculer.
NGC 1101 est une radiogalaxie à spectre continu (Flat-Spectrum Radio Source).